# Jałta

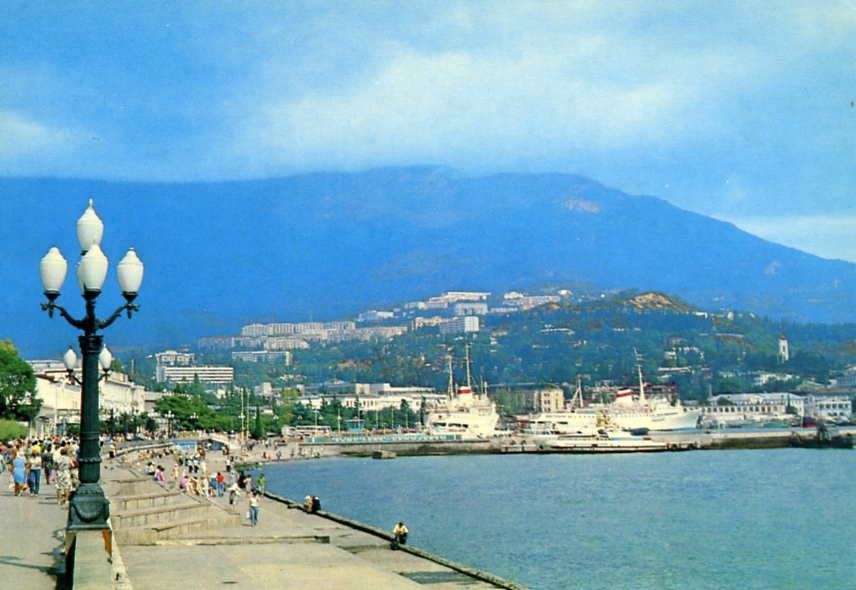
Jałta

Jałta (ukr. Ялта, ros. Ялта, krymskotat. Yalta, orm. Յալտա) – miasto na Ukrainie leżące w południowej części okupowanego przez Rosję Półwyspu Krymskiego, na brzegu Morza Czarnego. Liczy 79 tys. mieszkańców (2020). Z Jałty do Symferopola prowadzi najdłuższa w Europie linia trolejbusowa długości około 86 km.
Za czasów Związku Radzieckiego Jałta była popularnym kurortem nadmorskim.
W czasie II wojny światowej w Jałcie (a dokładnie w Liwadii – niewielkiej miejscowości koło Jałty) odbyła się konferencja jałtańska ustalająca na przeszło 40 lat polityczny podział powojennej Europy.
W Jałcie znajdują się: Muzeum Czechowa, sobór św. Aleksandra Newskiego, cerkiew św. Jana Chryzostoma, cerkiew ormiańska, katolicki Kościół Niepokalanego Poczęcia NMP, Jałtańskie Państwowe Muzeum Historii i Literatury, Muzeum Narodowej Sztuki Dekoracyjnej „Polana Bajek”.
Na przedmieściach Jałty dwa carskie pałace w: Liwadii i Massandrze.

## Zespół miejski Jałty
Jedną z jednostek podziału administracyjnego Republiki Autonomicznej Krymu, porównywalną z rejonem, jest zespół miejski Jałty. Jest to obszar zarządzany przez Radę Miasta Jałta. Dzieli on się na mniejsze miejscowości:
- Miasta:

Ałupka, Jałta.
- Osiedla typu miejskiego:

Foros, Gaspra, Gurzuf, Koreiz, Liwadia, Massandra, Simeiz.

## Historia
Jałta była założona przypuszczalnie w I wieku przez Greków.
Według legendy, greccy żeglarze zbłądzili podczas burzy i długo się błąkali w poszukiwaniu brzegu. Gdy wreszcie zobaczyli brzeg (γιαλός, jalos), to zdecydowali, że tak nazwą założoną osadę.
W starożytności miasto było częścią Cesarstwa rzymskiego, a w okresie średniowiecza – Cesarstwa bizantyjskiego. Od 1145 r. znane było pod nazwą Dżalita (warianty nazwy: Galita, Kaulita, Gealita, Etalita), obecną nazwę nosi od XVI wieku. Prawa miejskie Jałta uzyskała w roku 1837. Od lat 60. XIX wieku rozwijała się jako uzdrowisko.
Podczas okupacji hitlerowskiej, 5 grudnia 1941 roku Niemcy utworzyli getto dla żydowskich mieszkańców. Przebywało w nim około 1800 osób. 17 grudnia 1941 roku Niemcy zlikwidowali getto, a Żydów zamordowali. Sprawcą zbrodni było Sonderkommando 11a (dowódcy – SS-Obersturmbannführer Paul Zapp, SS-Scharführer baron Leo Karl Eugen von der Recke oraz SS-Hauptsturmführer Eberhard Heinze z RuSHA).
Położona na przedmieściach Jałty Liwadia była od 4 do 11 lutego 1945 roku (po konferencji teherańskiej (listopad–grudzień 1943), a przed konferencją poczdamską (lipiec–sierpień 1945)) miejscem konferencji jałtańskiej, spotkania przywódców koalicji antyhitlerowskiej (tzw. wielkiej trójki): Józefa Stalina, Winstona Churchilla oraz Franklina Delano Roosevelta.

## Miasta partnerskie
- Acapulco, Meksyk
- Gałacz, Rumunia
- Margate, Wielka Brytania
- Santa Barbara, USA
- Baden-Baden, Niemcy
- Fujisawa, Japonia
- Rijeka, Chorwacja

## W literaturze i sztuce
Jałta to tytuł piosenki Jacka Kaczmarskiego, opowiadającej o postanowieniach konferencji jałtańskiej. Jałta jest także obecna w Sonetach krymskich Adama Mickiewicza, który mieszkał tam i tworzył przez pewien czas. Michaił Afanasjewicz Bułhakow do Jałty za sprawą Wolanda i jego świty przenosi dyrektora Teatru Variétés Stiopę Lichodiejewa, a tym samym fragment fabuły powieści Mistrz i Małgorzata.

## Galeria

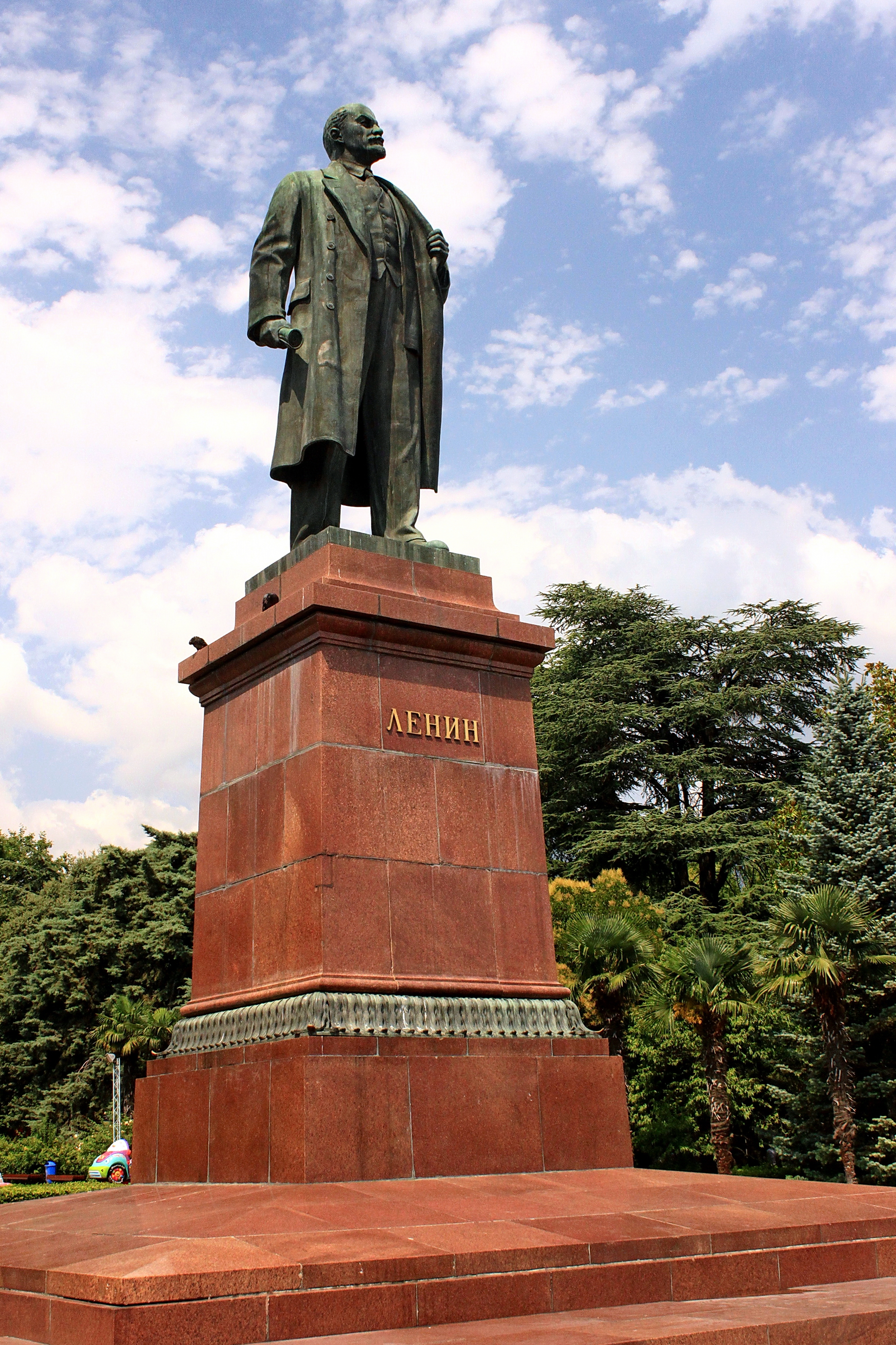
Pomnik Lenina na nabrzeżu im. Lenina
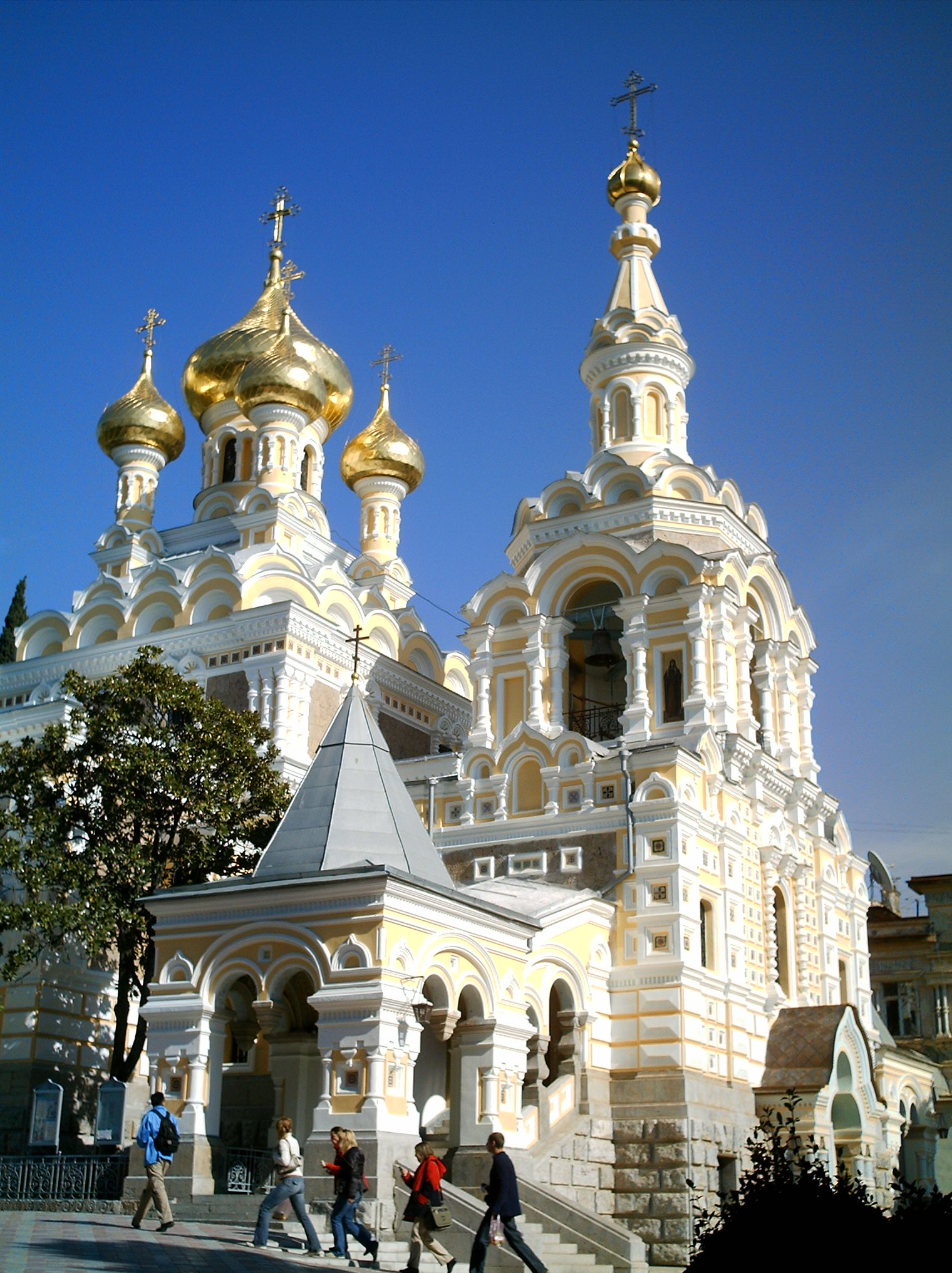
Sobór Aleksandra Newskiego
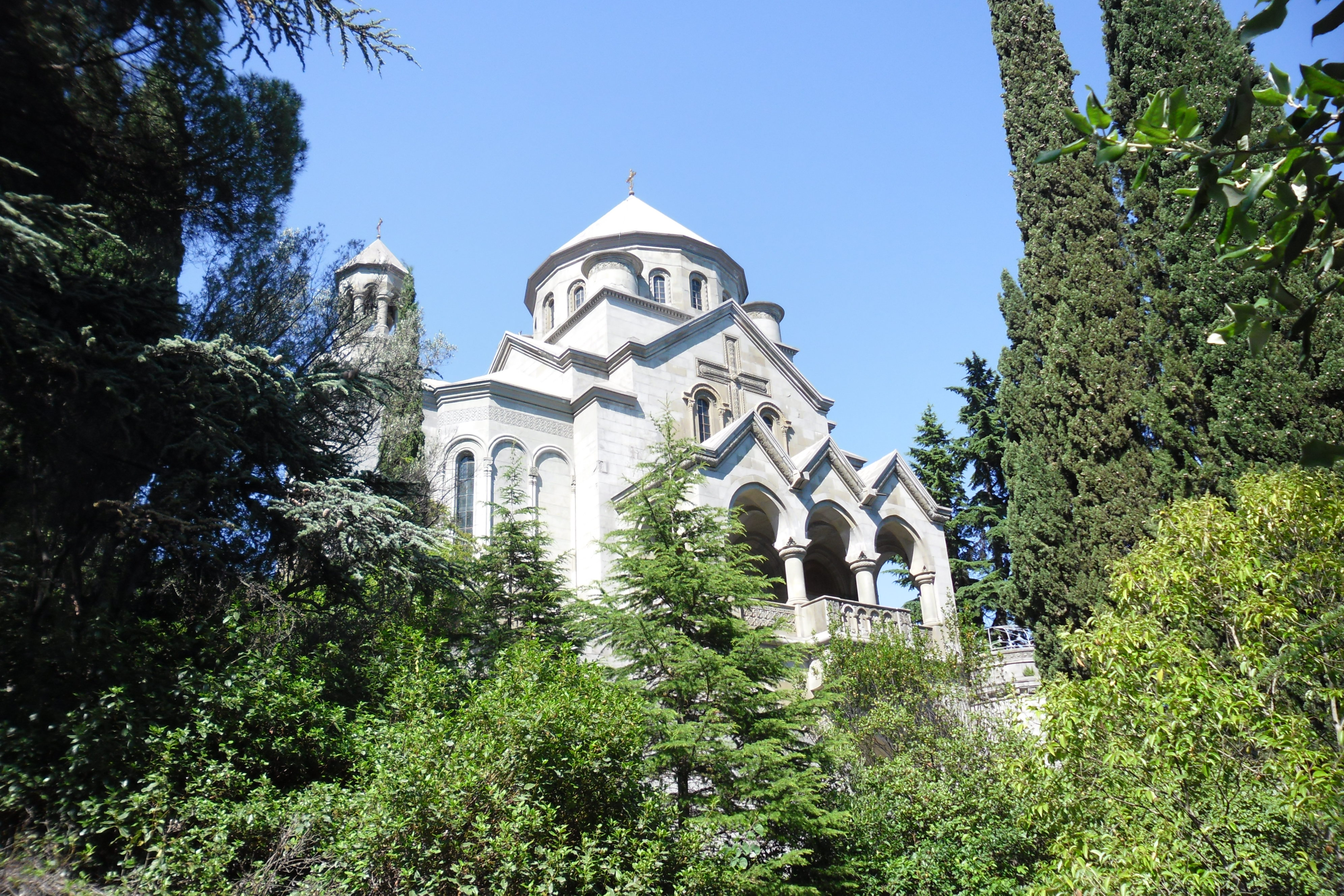
Kościół ormiański
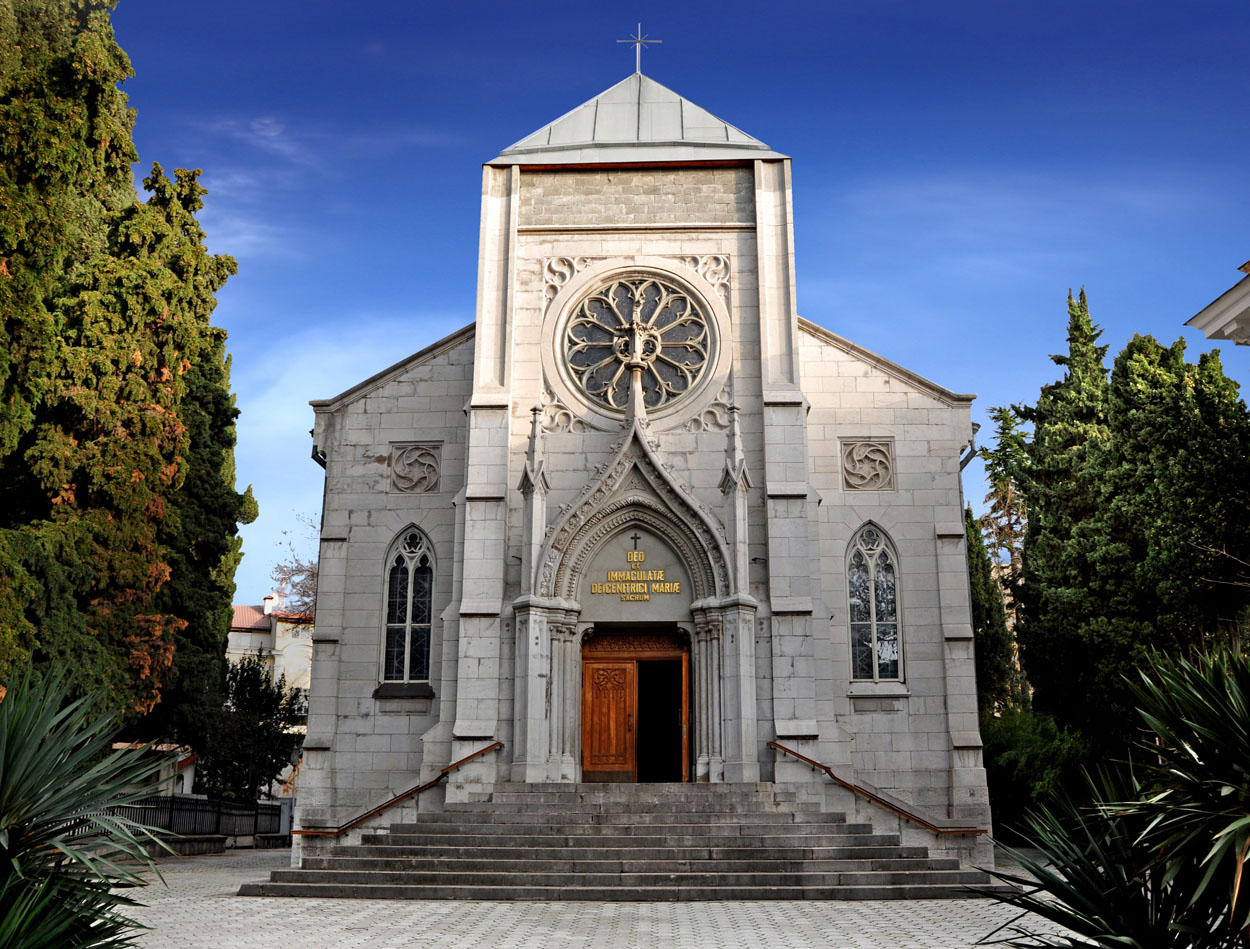
Kościół katolicki
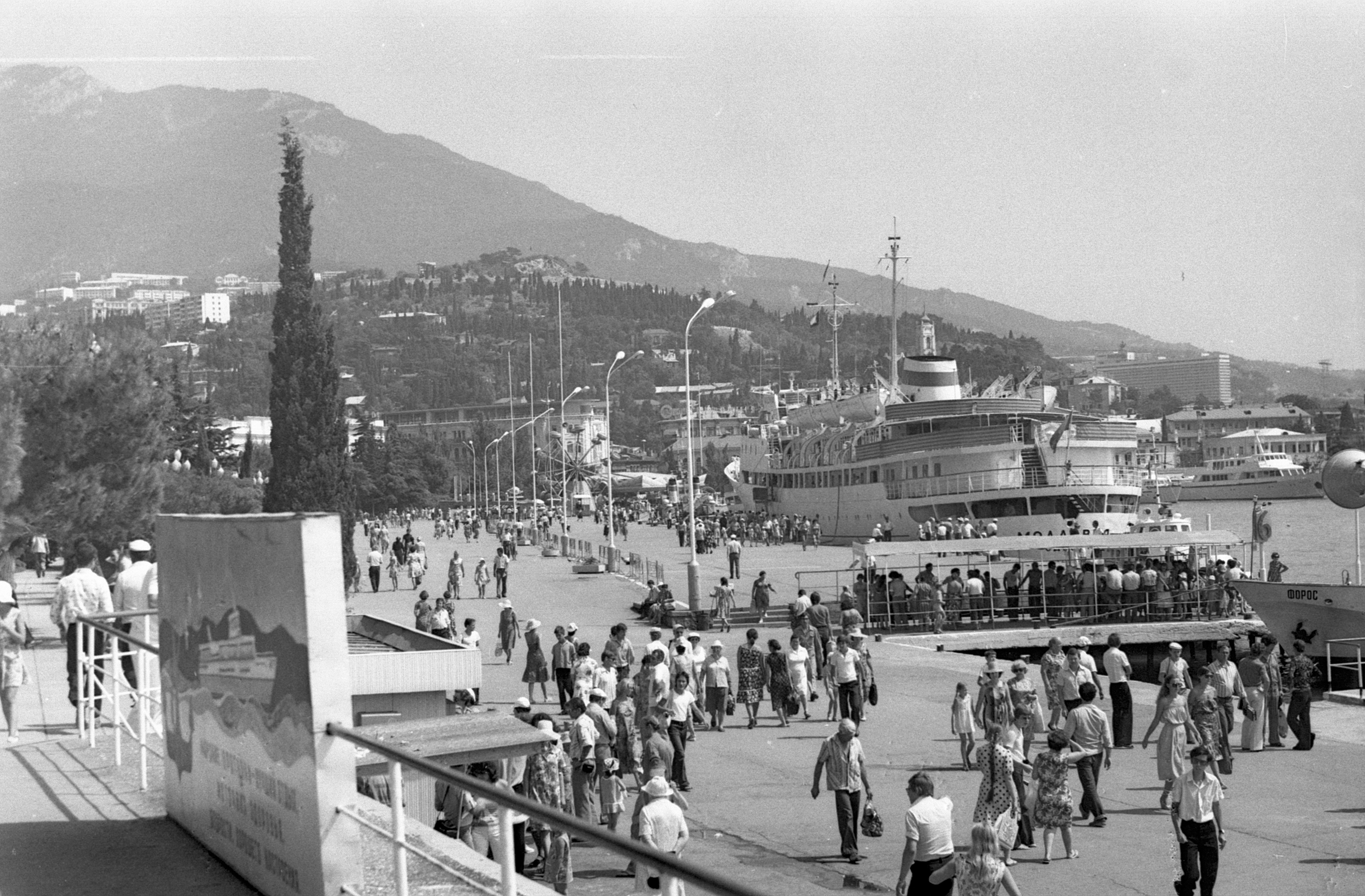
Jałta, 1980